# سرخرگ مهره‌ای
سرخرگ مهره‌ای یا شریان ورتبرال (به انگلیسی: Vertebral artery) از سرخرگ‌های سر و گردن است که از سرخرگ زیرترقوه‌ای (ساب‌کلاوین) همان طرف منشعب می‌گردد. سرخرگ زیرترقوه‌ای چپ به‌طور مستقیم از قوس آئورت جدا می‌شود، ولی سرخرگ زیرترقوه‌ای راست از سرخرگ بازویی‌سری (براکیوسفالیک) منشعب می‌گردد . 
سرخرگ مهره‌ای از محل انشعاب خود به طرف بالا رفته، از طریق سوراخ پس‌سری بزرگ (فورامن ماگنوم) وارد حفره جمجمه می‌گردد. دو شریان مهره‌ای در کنار تحتانی پل مغزی به یکدیگر می‌پیوندند و سرخرگ قاعده‌ای (بازیلار) را به وجود می‌آورند . دو سرخرگ مغزی پشتی که از سرخرگ قاعده‌ای منشعب می‌گردند، در حلقه ویلیس  شرکت می‌کنند.
به دو سرخرگ مهره‌ای و قاعده‌ای، دستگاه مهره‌ای‌قاعده‌ای (ورتبروبازیلار) گفته می‌شود که در خون‌رسانی به قسمت پشتی (خلفی) مغز نقش دارند (به ویژه مخچه، ساقه مغز و تالاموس). دستگاه کاروتید وظیفه خون‌رسانی به نواحی پیشین مغر را برعهده دارد (به خصوص عقده‌های قاعده‌ای، کپسول داخلی و قسمت اعظم قشر مغز).

## انشعاب‌های سرخرگ مهره‌ای
شاخه‌های شریان مهره‌ای به دو گروه تقسیم می‌گردند :
- شاخه‌های گردنی که عبارتنداز:
  - شاخه‌های نخاعی
  - شاخه‌های ماهیچه‌ای
- شاخه‌های جمجمه‌ای که عبارتنداز:
  - شاخه‌های مننژی
  - سرخرگ نخاعی پشتی جهت تغذیه عروقی ریشه‌های پشتی اعصاب نخاعی
  - سرخرگ نخاعی پیشین جهت خونرسانی به بصل النخاع و طناب نخاعی
  - سرخرگ مخچه‌ای تحتانی پشتی [۳]
  - سرخرگ‌های بصل النخاعی

## نگارخانه

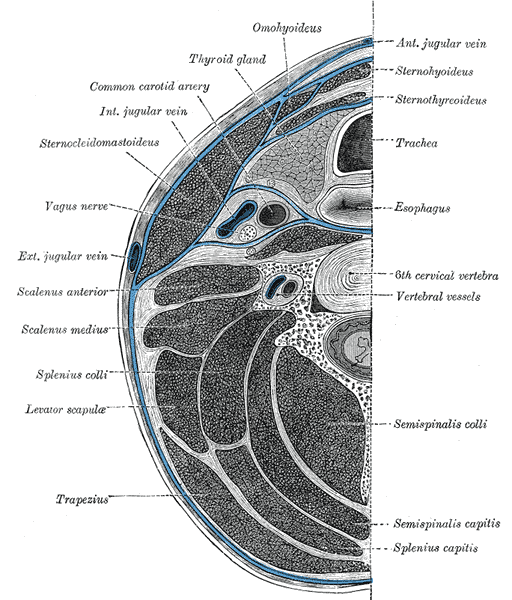
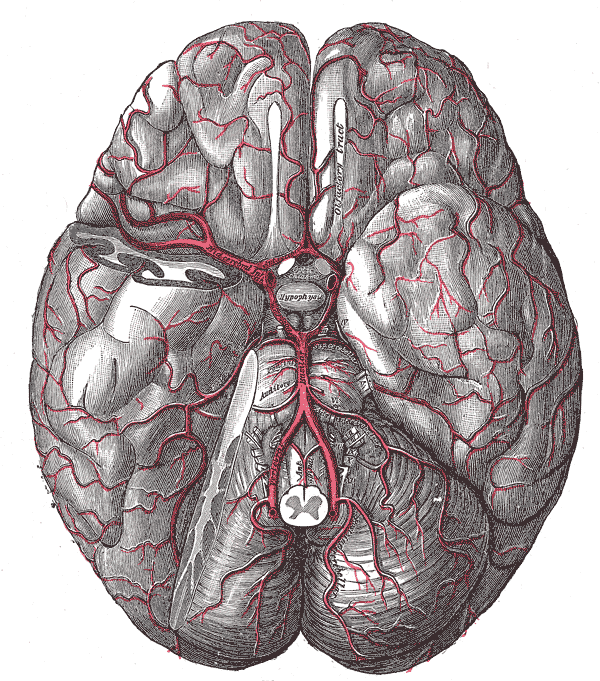
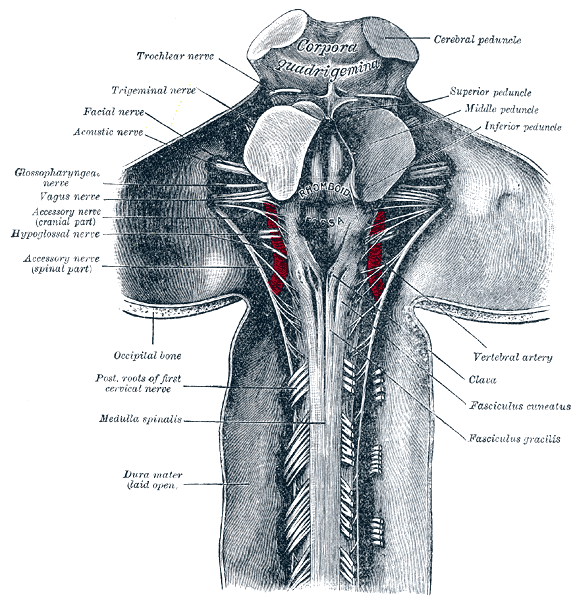
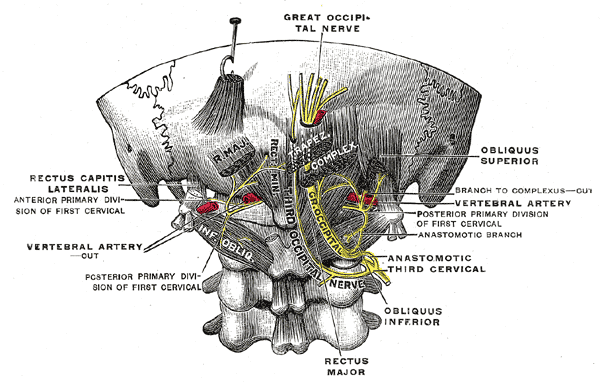
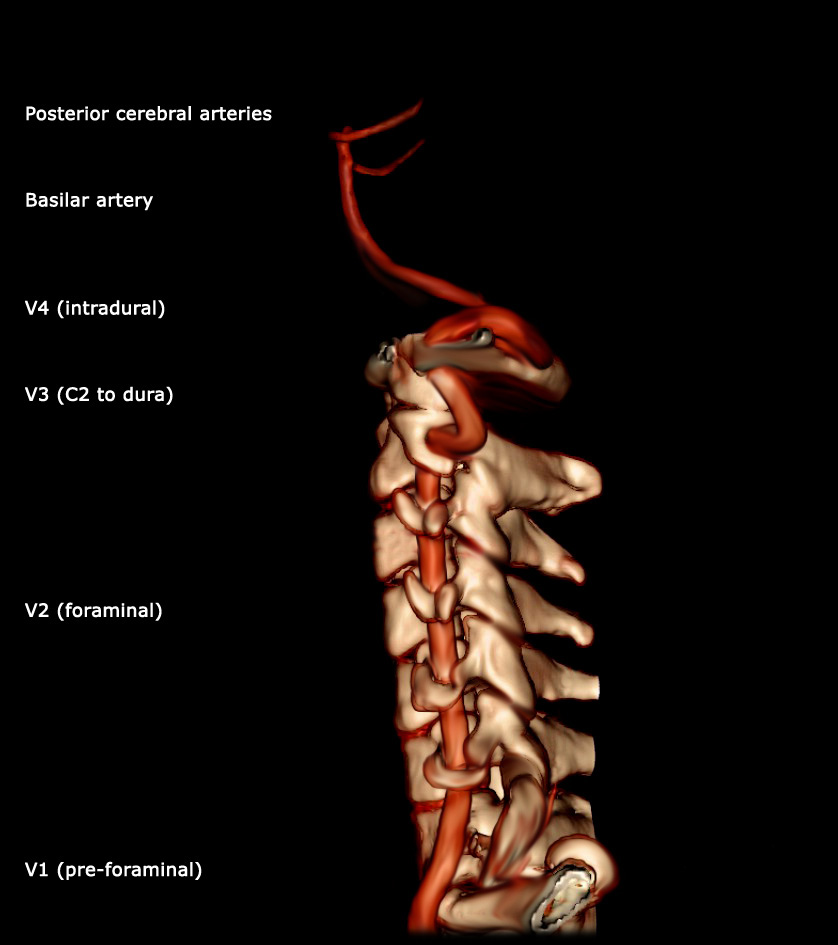
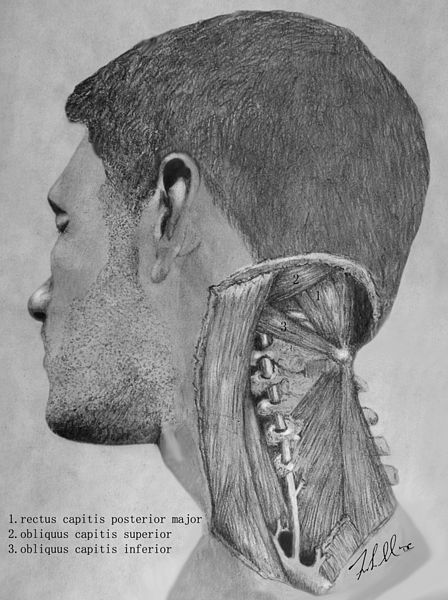
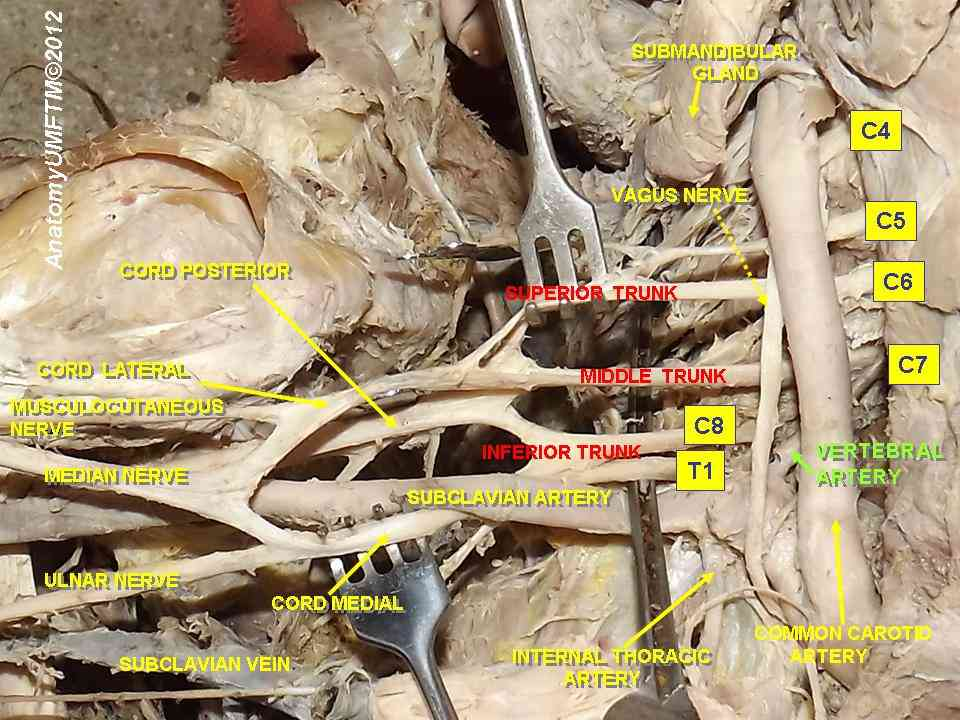
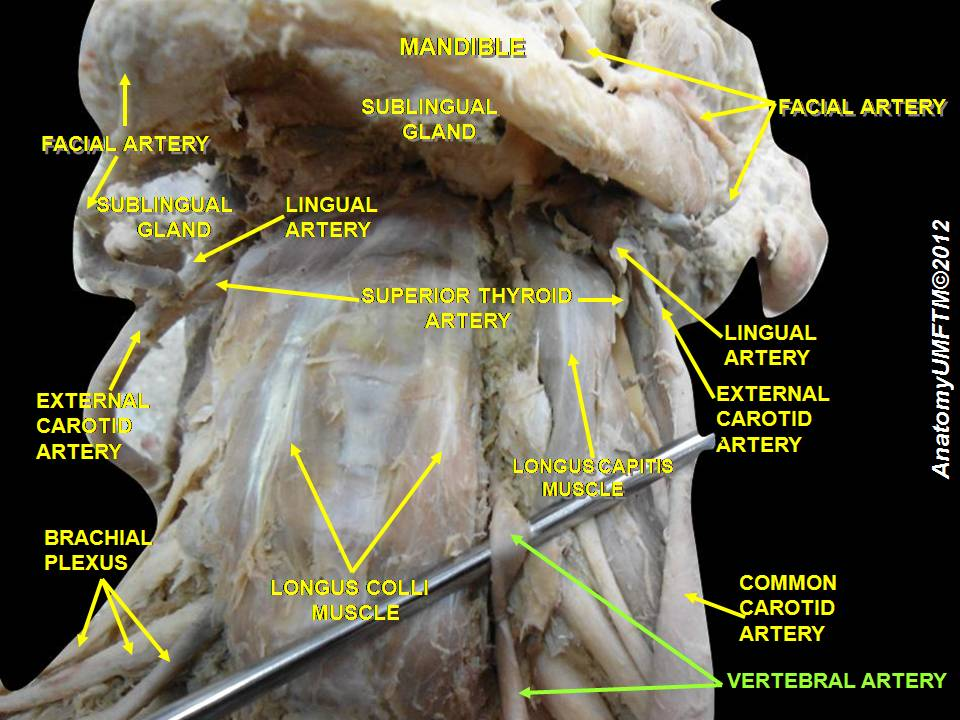

## آناتومی کاربردی
۵ تا ۶ درصد موارد از شریان های ورتبرال چپ مستقیم از قوس آئورت منشا میگیرند.
شایعترین محل تنگی در شریان های ورتبرال استئوم شریان می باشد.
شریان ورتبرال به ۴ قسمت به نام های پیش از سوراخ، پس از سوراخ، اکسترادورال و اینترادورال تقسیم می شود.
سرخرگ مخچه‌ای تحتانی پشتی (PICA)، بزرگترین شاخه سرخرگ مهره‌ای است که وظیفه خونرسانی به قسمت جانبی بصل النخاع، مخچه و همچنین شبکه کوروئید  بطن چهارم را برعهده دارد . انسداد این شریان منجربه سندرم والنبرگ  می‌گردد که نام دیگر آن، سندرم مدولری جانبی  است.